# Димка Митева
Димка Митева (на македонска литературна норма: Димка Митева) е лексиколог, лексикограф, ономастик, диалектолог, граматик, летописец, биобиблиограф.

## Биография
Родена е през 1946 година в струмишкото село Варварица. През 1970 година завършва Философския факултет в Скопие, група „Славистика“ с македонски език като втори основен предмет. През 1977 година получава магистърска степен с темата „Топонимията в Струмишко“. През 1987 година получава докторска степен с темата „Лексикалният фонд в разказите на Марко Цепенков“. От 1971 година работи в Института за македонски език „Кръсте Мисирков“ в Скопие, където от 1994 година е с най-високото научно звание в институтите – научен съветник. От 1992 година ръководи основния проект на Секцията по лексикология и лексикография „Тълковен речник на македонския език“ с подпроект „Речник на македонската народна поезия“.

## Отличия
- Орден на труда със сребърен венец (1986)[1]